# M1931(NM) 152mm臼砲
M1931(NM) 152mm臼砲(ロシア語：152-мм мортира образца 1931 года (НМ))はソビエト連邦の臼砲である。

## 概要

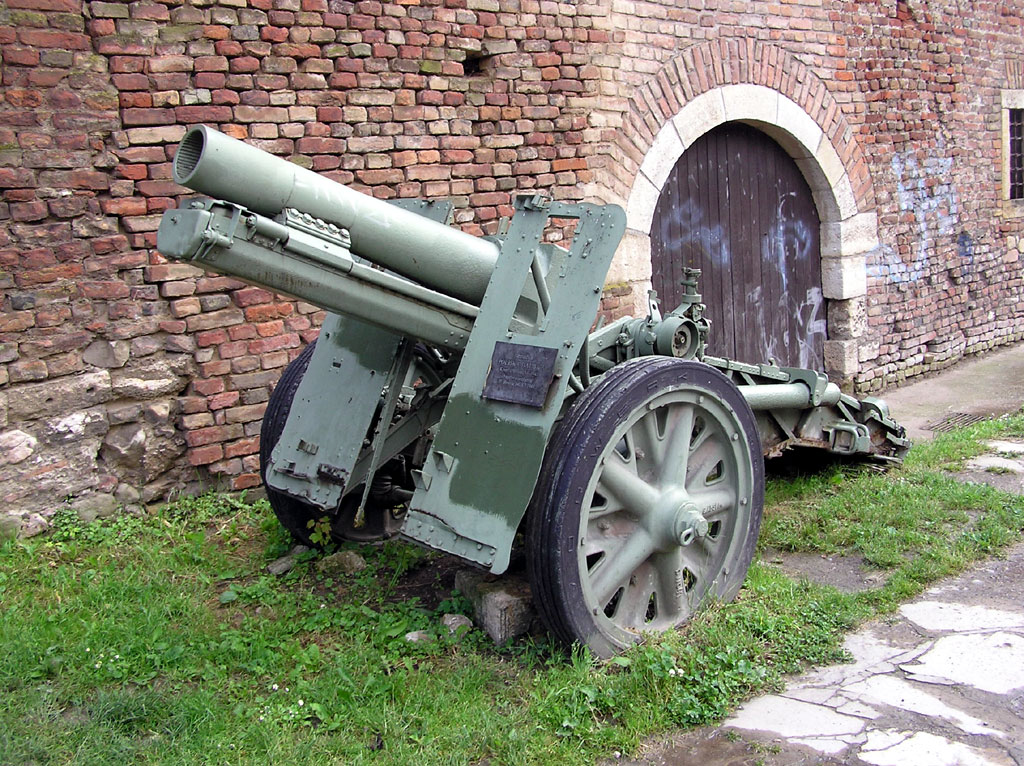
ドイツ軍の15cm sIG33

本砲は元々ドイツのラインメタルが開発したものだったが、組み立てや開発がヴェルサイユ条約によってドイツ国内では困難であった為、ラパロ条約に基づき、秘密裏にソ連領内で開発が進められた。試作砲はソ連に引き渡され、1932年8月にテストを実施、労農赤軍の装備に採用された。なお、一方のドイツではさらに修正を加え、15cm sIG33歩兵砲として採用、終戦まで活用した。
重量の割には威力も高く運用しやすかったとされるが、設計がやや複雑で量産性に欠け、増産は早期に打ち切られた為、少数の配備に終わっている。
重量や用法は歩兵砲に近く、これより重量のあるsIG33は歩兵砲として扱われた（歩兵砲としては重過ぎたらしくグリーレなど自走砲化が行われてはいるが）のに対し、労農赤軍では砲兵が扱う軽臼砲として使用された。
独ソ戦を経て歩兵砲ではなく重迫撃砲を重要性を認識したソ連は、160mm迫撃砲M-43を開発、こちらは大量生産が行われ、戦後も東欧の衛星国に供与された他、エジプトにも供与され、第一次中東戦争で使用された。

## 自走砲化

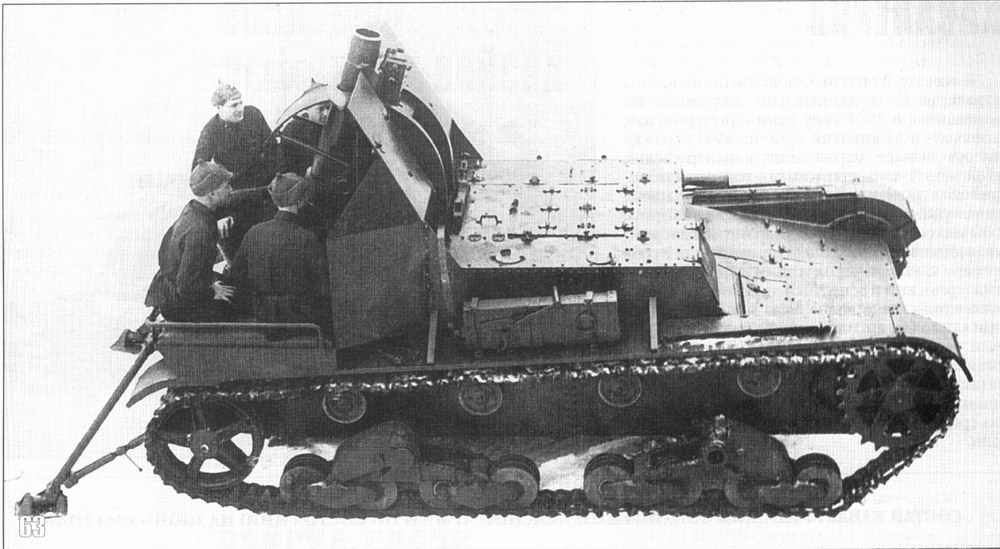
SU-5-3と思われる自走砲

本砲をT-26のシャーシに搭載した自走砲がSU-5-3として試作された。1934年に試験を受け、赤の広場のパレードにも参加している。
しかしT-26の車体に152mm砲はあまりにも無理があるとして、1935年に計画そのものが打ち切られ、SU-5-3がその後どうなったかは定かではない。